# Archivio Allori
L'Archivio Allori è un archivio fotografico riconosciuto dal Ministero per i Beni e le Attività Culturali (D.L. 22) come archivio di interesse storico particolarmente importante. Comprende circa 7 milioni d'immagini originali tra lastre, negativi e diapositive di vari formati che raccontano la storia d'Italia dal 1890 al 2000, offrendo larghe prospettive su Vaticano, fascismo, moda, spettacolo, politica, costume e società, momenti rubati e inediti dei personaggi, che hanno fatto la storia dell'Italia del '900.
L'Archivio è composto da cinque fondi, ex archivi e agenzie nella loro completezza, che operavano nel '900. Raccolti negli anni novanta da Umberto Cicconi, in concomitanza con i 150 anni dell'Unità d'Italia nel 2011, attraverso la Fondazione Allori, si inizia a rendere pubblico questo materiale che è rimasto nascosto per quasi due decenni.
Tornano alla luce l'antica agenzia VEDO di Porry Pastorel, la Roma Press Photo di Tazio Secchiaroli, il materiale di Spartaco Appetiti, quello di Alberto Cartoni e il secolo si completa con tutti gli scatti dell'agenzia foto-giornalistica di Umberto Cicconi.

## I Fondi
- Fondo Agenzia V.E.D.O. (acronimo di "Visioni Editoriali Diffuse Ovunque", di Adolfo Porry Pastorel). Tra i vari temi: Vaticano (1870-1945); Fascismo; Casa Savoia (1890-1946); La Liberazione di Roma fino alle elezioni del 1948; Politica italiana.
- Fondo Roma Press Photo, fondata nel 1955 da Tazio Secchiaroli e il collega Sergio Spinelli, cui fecero parte anche altri fotografi. Primo scoop dell'agenzia fu il caso Montesi, fatto di cronaca nera che ha avuto in Italia un grande rilievo mediatico. Le fotografie della Roma Press Photo entrarono negli atti processuali, grazie ad un intervento investigativo dei reporter. Seguì lo scoop del '58 di Re Faruk a Via Veneto in compagnia di due donne, e ritratto nelle notti romane della Dolce Vita. L'iconografia divinistica dei tempi, le splendide foto posate e curate nei minimi dettagli, lasciano spazio ad uno stile fotografico che si esprime entrando direttamente nel privato dello star system. Nel novembre del '58 il reportage al ristorante Rugantino a Roma, con il celebre spogliarello di Aïché Nana, finisce su molte testate e L'Espresso dedica particolare attenzione al riguardo. L'agenzia riprende tutto sul fenomeno "La Dolce Vita", su "Hollywood sul Tevere" e gli attori americani a Roma. È presente anche sui set cinematografici ed esegue ufficialmente tutti i backstage dei film, dal dopoguerra in poi. Lavora molto anche nell'editoria e realizza tutti i servizi per le maggiori testate italiane (fatti di cronaca minori, spettacolo, dietro le quinte, case di celebri personaggi, vita politica pubblica e privata).
- Fondo Alberto Cartoni, fotografo del Ventennio accreditato a Palazzo Venezia. Nel 1940, allo scoppio della guerra, l'archivio è stato murato dallo stesso Alberto Cartoni per tutelarlo da manomissioni e furti. Nel 1990 è stato riportato alla luce da Umberto Cicconi. Tra il materiale inedito dell'archivio: "La costruzione della Città Universitaria – La Sapienza" di Roma, "La costruzione del complesso del Foro Italico" e del "Colosso di Mussolini", la mastodontica statua che doveva imperare sulla collina adiacente al complesso, mai innalzata.
- Fondo Spartaco Appetiti, fotografo accreditato presso la Santa Sede. Spaccati di vita quotidiana e ufficiale sul Vaticano.
- Fondo Umberto Cicconi, fotoreporter attivo dal 1978 al 2000 e fotografo personale di Bettino Craxi per vent'anni. Ha ritratto la politica nazionale e internazionale. Il fondo comprende inoltre l'archivio di Antonio Sansone, Vezio Sabatini, Italo Tonni, Osvaldo Restaldi.
- Una collezione privata che tratta "L'esercito Italiano" e "Le Grandi Guerre" (prima e seconda guerra mondiale).